# 過海隧道巴士934線
過海隧道巴士934線是香港一條途經西區海底隧道的巴士路線，由九巴營運，來往荃灣（灣景花園）及灣仔（菲林明道），祇於每日提供半全日服務。
過海隧道巴士934A線是香港一條途經西區海底隧道的巴士路線，由九巴營運，來往荃灣（荃威花園）及灣仔（菲林明道），祇於平日星期一至五繁忙時間提供服務。
過海隧道巴士R934線是特別日子路線，由九巴營運，由荃灣（灣景花園）往銅鑼灣或灣仔，經紅磡海底隧道，只在港島區指定長跑賽事日提供服務。

## 歷史
- 1994年5月17日：投入服務，路線編號為334，由灣景花園開往上環，途經西九龍走廊及紅磡海底隧道。
- 1997年5月1日：配合西區海底隧道通車而改經，並改稱934，由灣景花園單程往銅鑼灣高士威道維多利亞公園/香港中央圖書館外。為第一批改經西區海底隧道的過海路線之一。
- 1998年7月16日：增設下午回程服務。
- 2002年8月3日：總站由銅鑼灣縮短至灣仔柯布連道灣仔站。
- 2004年間，加密往香港島的班次，由5班加至7班。
- 2009年12月24日：加密往香港島的班次，由7班加至8班。
- 2014年4月22日：加密班次，星期一至五港島方向由8班加至9班，回程由2班加至3班，星期六班次維持不變。
- 2015年3月21日：增設到站時間預報。[1]
- 2015年10月19日：輔助線934A線投入服務。[2]
- 2017年4月27日：輔助線934A線早上班次增加至兩班，並增設下午繁忙時間由灣仔（菲林明道）往荃灣（荃威花園）方向之回程服務。
- 2017年12月4日：934線延長服務時間：[3][4]
  - 由灣景花園開出的班次於星期一至六延長服務時間至10:00，並增設假日10:00-13:00的服務；
  - 由菲林明道開出的班次於星期一至五延長服務時間至20:00，並增設星期六及假日16:00-20:00的服務。
- 2018年7月9日：934線再次延長服務時間：[5][6]
  - 由灣景花園開出的班次於星期一至五提早至06:30，假日提早至09:00，每日尾班車劃一為13:00；
  - 由菲林明道開出的班次於每日延長服務時間至23:00。
- 2018年11月1日：934線試行增加星期一至五07:15由灣景花園開出的班次，為期兩個月。[7]
- 2018年12月9日：R934線首次開辦。[8]
- 2023年2月12日：R934線駛至荃景圍後改經青山公路 – 荃灣段往西樓角路，取消美環街「愉景新城」站，改停荃景圍「美環街」及青山公路 – 荃灣段「愉景新城」站。

## 服務時間及班次
934
| 灣景花園開       | 灣景花園開  | 灣景花園開   | 灣仔（菲林明道）開 | 灣仔（菲林明道）開 | 灣仔（菲林明道）開 |
| 日期             | 服務時間    | 班次（分鐘） | 日期               | 服務時間           | 班次（分鐘）       |
| ---------------- | ----------- | ------------ | ------------------ | ------------------ | ------------------ |
| 星期一至五       | 06:30-07:00 | 30           | 星期一至五         | 16:00-17:00        | 30                 |
| 星期一至五       | 07:25       | 07:25        | 星期一至五         | 17:00-17:40        | 20                 |
| 星期一至五       | 07:37-08:20 | 5-8          | 星期一至五         | 17:40-18:25        | 15                 |
| 星期一至五       | 08:20-09:00 | 10           | 星期一至五         | 18:25-19:05        | 20                 |
| 星期一至五       | 09:00-10:00 | 12           | 星期一至五         | 19:05-19:30        | 25                 |
| 星期一至五       | 10:00-13:00 | 30           | 星期一至五         | 19:30-23:00        | 30                 |
| 星期六           | 07:25-07:50 | 12/13        | 星期六             | 12:50、13:15       | 12:50、13:15       |
| 星期六           | 07:50-08:20 | 10           | 星期六             | 16:00-18:05        | 25                 |
| 星期六           | 08:20-09:30 | 12-15        | 星期六             | 18:05-19:05        | 20                 |
| 星期六           | 09:30-10:30 | 20           | 星期六             | 19:30-23:00        | 30                 |
| 星期六           | 10:00-13:00 | 30           |                    |                    |                    |
| 星期日及公眾假期 | 09:00-10:00 | 30           | 星期日及公眾假期   | 16:00-20:00        | 20                 |
| 星期日及公眾假期 | 10:00-13:00 | 20           | 星期日及公眾假期   | 20:00-23:00        | 30                 |

934A
- 星期一至五：
  - 荃威花園開：07:30、07:50
  - 灣仔（菲林明道）開：18:15、18:35

星期六、日及公眾假期不設服務
R934
- 灣景花園開
  - 港島區指定長跑賽事日開出一班

## 收費
934(A)
全程：$20.6
- 西區海底隧道轉車站往灣仔：$11.4
- 過西區海底隧道後往灣仔：$6.7
- 西區海底隧道轉車站往灣景花園(934)／荃威花園(934A)：$11.2
- 過荃灣路後往灣景花園(934)／荃威花園(934A)：$6.1

R934
全程：$29
| - 本線設有12歲以下小童及65歲或以上長者半價優惠。 - 65歲或以上香港居民使用「樂悠咭」，以及12歲以下合資格殘疾兒童使用「殘疾人士身份」個人八達通繳付車資，均可享有每程$2.0或半價（以較低者為準）的票價優惠；12至64歲合資格殘疾人士使用「殘疾人士身份」個人八達通（包括「樂悠咭」），以及60至64歲香港居民使用「樂悠咭」繳付車資，均可享有每程$2.0或全費（以較低者為準）的票價優惠。 - 65歲或以上長者如使用長者或一般個人八達通繳付車資，則只可享有半價優惠；12至64歲合資格殘疾人士如不使用「殘疾人士身份」個人八達通，以及60至64歲人士如不使用「樂悠咭」繳付車資，必須繳付全費。 - 乘客可以現金或八達通於上車時付款，不設找續。 - 每位成人乘客可免費攜帶最多兩名4歲以下而不佔座位的兒童乘客乘車，超額之4歲以下小童必須繳付小童車費乘車。 - 持有「九巴月票」之乘客在車票有效期內，每日可享最多10程任何九龍巴士及龍運巴士路線（包括本路線，以及聯營路線的九龍巴士／龍運巴士提供的班次；惟乘搭機場「A」及「NA」線則可享原價二七折優惠（不會計算每天10次合資格車程））；而B1線則每日可享最多各2程（不會計算每天10次合資格車程）。 - 九龍巴士、城巴、龍運巴士及陽光巴士全職員工及家屬（不包括外判職員）可免費乘搭本路線，惟必須拍職員或職員家屬八達通。 - 乘客亦可透過多元化電子支付系統（e度嘟）繳付車資，包括使用非接觸式VISA卡、JCB卡、萬事達卡、銀聯卡、美國運通、大來國際、Discover Card、Apple Pay、Google Pay、Samsung Pay、AlipayHK「易乘碼」、支付寶、WeChatHK／微信支付「搭車碼」、銀聯雲閃付「乘車碼」及BOC Pay「乘車碼」。乘客使用此付款方式，使用此支付方式的乘客可享有中途下車之分段收費，以及與其他九巴／龍運獨營路線或聯營線九巴／龍運班次之轉乘優惠，惟不適用於與非九巴／龍運路線之轉乘優惠，亦不能享有「公共交通費用補貼計劃」及「長者及合資格殘疾人士公共交通票價優惠計劃」。 |

## 八達通巴士轉乘優惠
乘客登上本線後指定時間內以同一張八達通卡轉乘以下路線，或從以下路線登車後指定時間內以同一張八達通卡轉乘本線，次程可獲車資折扣優惠：

## 使用車輛
本線使用12輛亞歷山大丹尼士Enviro 500 MMC 12米 (ATENU) 雙層空調巴士，均屬荔枝角車廠，但此12輛車輛不足以應付中區的繁忙交通而及時回到灣景花園總站上客，需要由234X線及905線等路線的12米車型作支援。本線用車於服務時間以外需要支援41A、118及171線。
受疫情影響引致乘客量下降，為節省隧道費，由2020年2月5日至5月本線部分班次改以單層巴士行走。
| 車隊編號  | 車牌   |
| --------- | ------ |
| ATENU1441 | VL8786 |
| ATENU1539 | VR4086 |
| ATENU1544 | VR4268 |
| ATENU1545 | VR4381 |
| ATENU1568 | VS2811 |
| ATENU1571 | VS2689 |
| ATENU1574 | VS2848 |
| ATENU1575 | VS2883 |
| ATENU1576 | VS3091 |
| ATENU1579 | VS3538 |
| ATENU1585 | VS2719 |
| ATENU1588 | VS3427 |

## 行車路線
934
荃灣（灣景花園）開經：青山公路—荃灣段、大涌道、荃灣路、青葵公路、西九龍公路、西區海底隧道、干諾道中、民吉街、干諾道中、紅棉路支路、金鐘道及軒尼詩道。
灣仔（菲林明道）開經：軒尼詩道、金鐘道、德輔道中、西區海底隧道、西九龍公路、青葵公路、荃灣路、大涌道、青山公路—荃灣段、海興路、海安路、麗順路及青山公路—荃灣段。
934A
荃灣（荃威花園）開經：荃景圍、青山公路—荃灣段、西樓角路、蕙荃路、廟崗街、城門道、青山公路—葵涌段、國瑞路、德士古道北、德士古道、荃灣路、葵涌道、西九龍公路、西區海底隧道、干諾道西、干諾道中、民吉街、統一碼頭道、民吉街、干諾道中、夏慤道、紅棉路支路、金鐘道及軒尼詩道。
灣仔（菲林明道）開經：軒尼詩道、金鐘道、德輔道中、西區海底隧道、西九龍公路、青葵公路、荃灣路、德士古道、荃富街、關門口街、青山公路 – 荃灣段、荃景圍、安賢街及荃景圍。
R934
荃灣（灣景花園）開經：青山公路—荃灣段、海興路、大涌道、沙咀道、天橋、荃景圍、美環街、西樓角路、蕙荃路、荃錦交匯處、德士古道北、荃灣路、葵涌道、西九龍走廊、渡船街、加士居道、漆咸道南、康莊道、紅磡海底隧道、#（告士打道。）&（堅拿道天橋、堅拿道東、禮頓道、邊寧頓街、怡和街及高士威道。）
# 灣仔終點站途經街道
& 銅鑼灣終點站途經街道

### 沿線車站
934
| 灣景花園開 | 灣景花園開       | 灣景花園開       | 灣仔（菲林明道）開 | 灣仔（菲林明道）開 | 灣仔（菲林明道）開 |
| 序號       | 車站名稱         | 位置             | 序號               | 車站名稱           | 位置               |
| ---------- | ---------------- | ---------------- | ------------------ | ------------------ | ------------------ |
| 1          | 灣景花園巴士總站 | 灣景花園巴士總站 | 1                  | 菲林明道           | 軒尼詩道           |
| 2          | 麗城花園一期     | 青山公路－荃灣段 | 2                  | 盧押道             | 軒尼詩道           |
| 3          | 荃景圍天橋       | 青山公路－荃灣段 | 3                  | 太古廣場（A3）     | 金鐘道             |
| 4          | 大涌道福來邨     | 大涌道           | 4                  | 滙豐總行           | 德輔道中           |
| 5          | 祈德尊新邨       | 大涌道           | 5                  | 上環站             | 德輔道中           |
| 6          | 西隧轉車站（A1） | 西區海底隧道     | 6                  | 西隧轉車站（B4）   | 西區海底隧道       |
| 7          | 港澳碼頭         | 干諾道中         | 7                  | 祈德尊新邨         | 大涌道             |
| 8          | 海港政府大樓     | 統一碼頭道       | 8                  | 大涌道福來邨       | 大涌道             |
| 9          | 怡和大廈         | 干諾道中         | 9                  | 荃景圍天橋         | 青山公路－荃灣段   |
| 10         | 力寶中心（E1）   | 紅棉路           | 10                 | 柴灣角街           | 青山公路－荃灣段   |
| 11         | 軍器廠街         | 軒尼詩道         | 11                 | 麗城花園三期       | 海安路             |
| 12         | 菲林明道         | 軒尼詩道         | 12                 | 灣景花園巴士總站   | 灣景花園巴士總站   |

934A
| 荃威花園開 | 荃威花園開                   | 荃威花園開       | 灣仔（菲林明道）開 | 灣仔（菲林明道）開 | 灣仔（菲林明道）開 |
| 序號       | 車站名稱                     | 位置             | 序號               | 車站名稱           | 位置               |
| ---------- | ---------------------------- | ---------------- | ------------------ | ------------------ | ------------------ |
| 1          | 荃威花園巴士總站             | 荃威花園巴士總站 | 1                  | 菲林明道           | 軒尼詩道           |
| 2          | 荃景圍街市                   | 荃景圍           | 2                  | 晏頓街             | 軒尼詩道           |
| 3          | 荃灣中心                     | 荃景圍           | 3                  | 太古廣場（A3）     | 金鐘道             |
| 4          | 美環街                       | 荃景圍           | 4                  | 滙豐總行           | 德輔道中           |
| 5          | 愉景新城                     | 青山公路—荃灣段  | 5                  | 上環站             | 德輔道中           |
| 6          | 荃灣站                       | 西樓角路         | 6                  | 西隧轉車站（B4）   | 西區海底隧道       |
| 7          | 綠楊新邨                     | 蕙荃路           | 7                  | 荃富街公園         | 荃富街             |
| 8          | 大窩口轉車站－大窩口站（A1） | 青山公路－葵涌段 | 8                  | 眾安街             | 青山公路－荃灣段   |
| 9          | 西隧轉車站（A1）             | 西區海底隧道     | 9                  | 富華街             | 青山公路－荃灣段   |
| 10         | 港澳碼頭                     | 干諾道中         | 10                 | 福來邨永康樓       | 青山公路－荃灣段   |
| 11         | 海港政府大樓                 | 統一碼頭道       | 11                 | 美環街             | 荃景圍             |
| 12         | 怡和大廈                     | 干諾道中         | 12                 | 荃景花園           | 荃景圍             |
| 13         | 力寶中心（E1）               | 紅棉路           | 13                 | 荃灣中心           | 荃景圍             |
| 14         | 軍器廠街                     | 軒尼詩道         | 14                 | 聖母領報堂         | 安賢街             |
| 15         | 菲林明道                     | 軒尼詩道         | 15                 | 荃灣港安醫院       | 荃景圍             |
|            |                              |                  | 16                 | 荃威花園巴士總站   | 荃威花園巴士總站   |

R934
| 灣景花園開 | 灣景花園開       | 灣景花園開       |
| 序號       | 車站名稱         | 位置             |
| ---------- | ---------------- | ---------------- |
| 1          | 灣景花園巴士總站 | 灣景花園巴士總站 |
| 2          | 麗城花園第一期   | 青山公路－荃灣段 |
| 3          | 祈德尊新邨       | 大涌道           |
| 4          | 荃灣港安醫院     | 荃景圍           |
| 5          | 荃威花園         | 荃景圍           |
| 6          | 荃景圍街市       | 荃景圍           |
| 7          | 荃灣中心         | 荃景圍           |
| 8          | 荃景花園第二期   | 荃景圍           |
| 9          | 愉景新城         | 美環街           |
| 10         | 荃灣站           | 西樓角路         |
| 11         | 綠楊新邨         | 蕙荃路           |
| 12         | 紅隧轉車站       | 康莊道           |
| 13         | 舊灣仔警署       | 告士打道         |
| 14         | 邊寧頓街         | 邊寧頓街         |
| 15         | 維多利亞公園     | 高士威道         |

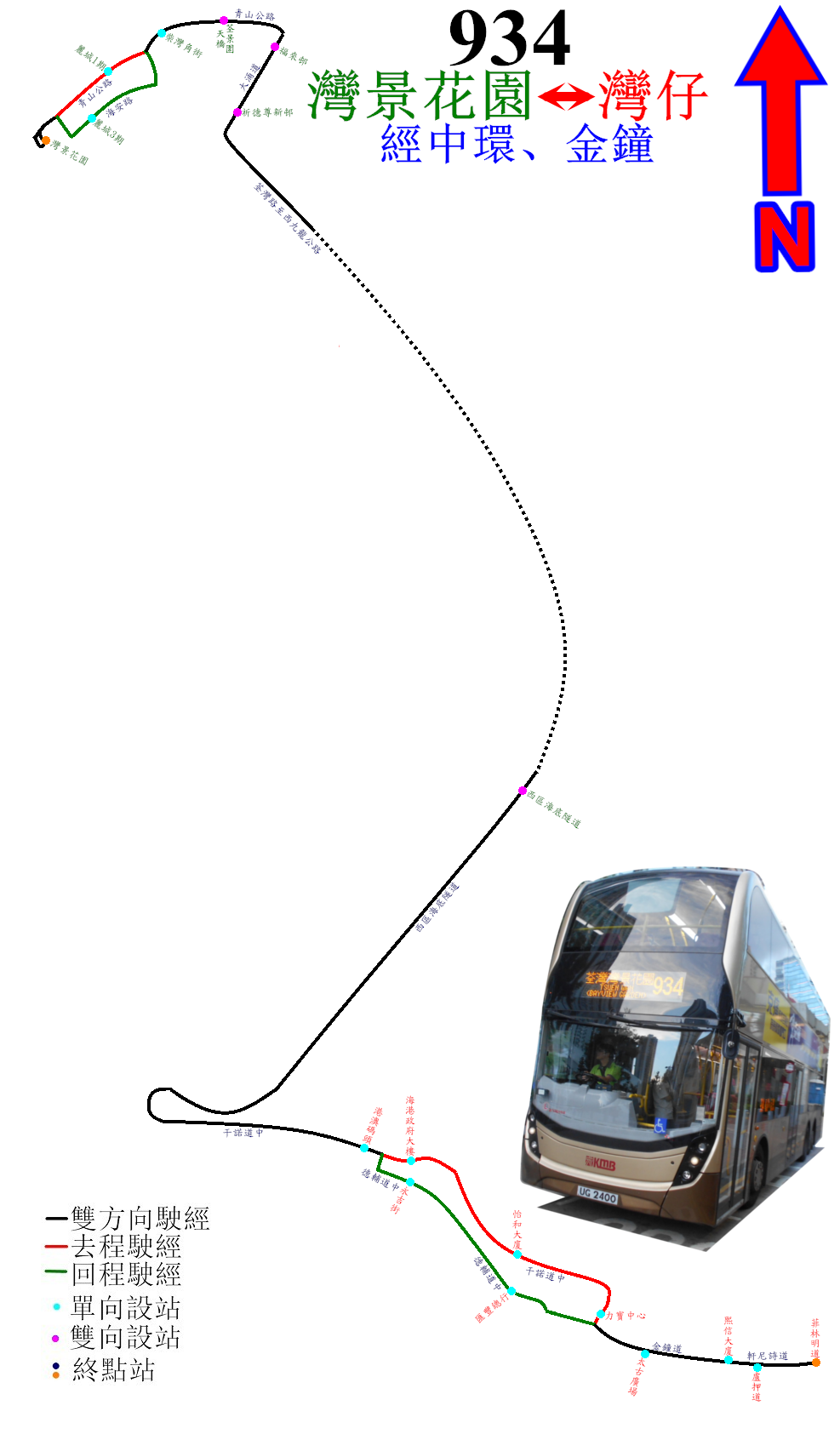
此線的走線圖

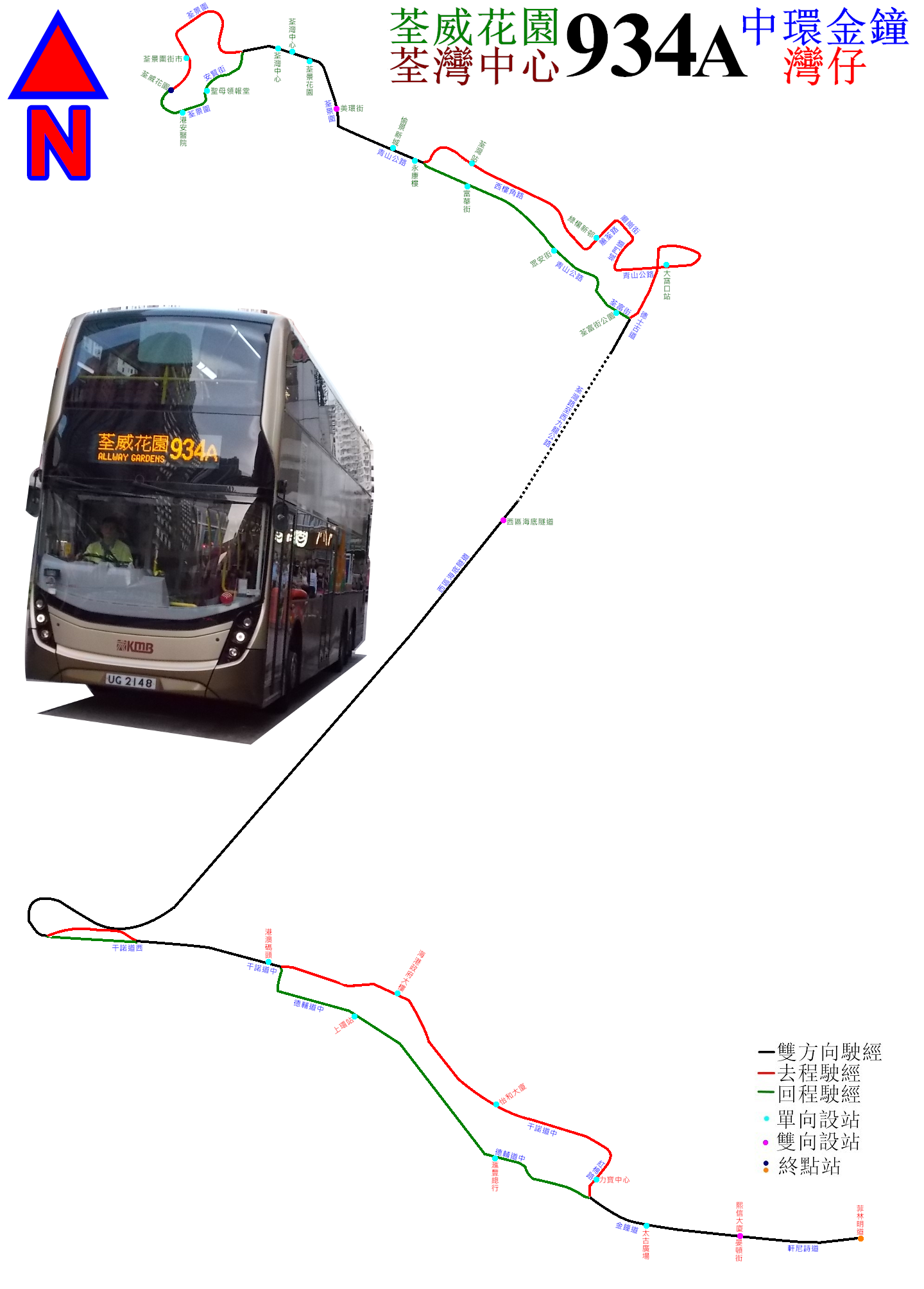
此線的走線圖

- R934線往銅鑼灣班次停1至12及14及15之車站。
- R934線往灣仔班次停1至13之車站。

## 客量
934線方便荃灣西約和愉景新城居民往返港島上班，上繁去程班次近乎班班頂閘，即使於非繁忙時段，亦會間中出現頂閘情況；惟因服務範圍有限，假日客量甚低，經常吉車遊街，此情況直至2017年12月4日起增設假日班次和延長尾班車時間才開始有改善。假日則主要方便荃灣西約和愉景新城居民前往港島游玩。然而，其競爭對手，同樣提供荃灣至港島特快服務的930X於2018年提升至每日雙向服務後，由於荃灣市中心的走線比934更深入，而且收費較為便宜，班次亦較頻密，再加上該線可以前往銅鑼灣，因此被搶去部份客源。即使此線前往荃灣西約較為快捷，但由於服務時間以及覆蓋範圍有限，因此客量仍然集中於繁忙時間，非繁忙時間客量一般。
不過自從930X線加停如心廣場以及城巴多次加價之後，相關路線的優勢開始收窄。使部份愉景新城的乘客回流本線，客量稍為上升。為進一步加強與930X競爭，更於一年後向運輸署申請提升本路線至全日服務，當中包括非繁忙時間繞經荃威花園及延伸至銅鑼灣，惟運輸署卻以「資源足夠」為由拒絕其申請。

## 軼事
九巴於2018年起開始在大部分葵青區及荃灣區路線報站系統宣傳本線，由於其廣播不停播放，疑有洗腦成分，引起網民討論。

## 外部連結
- 九巴934線官方網站路線資料
- KMB Cross Harbour Route 九巴過海路線－934 （页面存档备份，存于）
- i-busnet.com－Harbour Rt. 934 （页面存档备份，存于）
- YouTube：過海隧道巴士934線往荃灣全程行車片段 （页面存档备份，存于）
- 九巴934A線官方網站路線資料
- KMB Cross Harbour Route 九巴過海路線－934A
- i-busnet.com－Harbour Rt. 934A